# Global Operations
Global Operations é um jogo eletrônico de computador desenvolvido pela EA Games, cujo gênero é tiro em primeira pessoa.

## Especialidades

### Demoman
Possui bombas que são usadas em algumas missões. É o melhor da equipe para desarmar bombas.

### Heavy Gunner
Trabalha com metralhadoras pesadas e também com escopetas. É lento se comparado ao resto da equipe.

### Commando
Responsável pelas táticas da equipe. Posui as melhores metralhadoras e rifles do jogo.

### Recon
Tem a capacidade de reconhecer, a longa distância, oponentes e VIP's

### Medic
Tem como principal função repor o life de seus companheiros. É uma especialidade de defesa.

### Sniper
Utiliza armas de longo alcance. É o mais rápido porém não é muito bem protegido.

## Missões
O jogo possuí 13 missões (sendo repetida quando se é guerrilheiro, mas objetivo é o contrário do normal), que estão listadas em ordem abaixo (A ordem como guerrilheiro é alterada):
- México - Exército Mexicano X Gallardo Cartel

O objetivo da missão é explodir o caminhão ou drogas do cartel mexicano.
- Rússia - Apontada no jogo com Chechênia - Exército Russo X CFF

Eliminar o comandante dos revoltosos é o prinpal objetivo. Mas, para isso, é necessário primeiro eliminar dois carros anti-aéreos.
- Canadá - JTF-2 X TDL

O lider do TDL foi libertado pelos seus comparsas. Cabe a JTF-2 recapturá-lo e impedir sua fuga.
- Estados Unidos - SWAT X Black River Brigade

A equipe da SWAT deve impedir que BRB exploda uma das quatro turbinas da uma usina hidrelétrica na Califórnia.
- Argentina - Las Fuerzas Especiales (LFE) X The Red Squad

A equipe da LFE deve impedir que TRS roube uma cruz dourada em um museu em Buenos Aires.
- Peru - Exército Peruano X Peruvian Revolucionary Force (PRF)

Durante a reunião das nações sul-americanas, a PRF manteve 6 líderes reféns na mansão presidencial. Cabe ao Exército peruano resgatá-los.
- Uganda - Sayeret Matkal X Marxist Popular Army (MPA)

Um grupo de israelenses foi sequestrado em Uganda e cabe apenas a um grupo especial de compatriotas salvá-los e destruir quatro caças que podem interceptar o avião de resgate.
- Antártida - Krongen X PSI

Os membros da PSI fizeram uma arma mortal, o PRO-C5, mas que não estará completo sem o leitor genético. Sua missão é adquirir o PRO-C5 e impedir a obtenção do leitor.
- Colômbia - US SF X CYA

US SF tem a missão de invadir a mansão ortiz e matar o líder do cartel colombiano.
- Mar da China Meridional - ASOF X Piratas

Um grupo de piratas sequestrou um navio de bandeira australiana. Caba a ASOF reativar os motores e capturar a sala de controle do navio.
- Sri Lanka - Exército do Sri Lanka X VLF

Cabe ao exército pegar o explosivo e destruir o centro de comunicações da guerrilha.
- Marrocos - Apontada no jogo como Norte da África - Força de Segurança da ONU X Exército de Brokiiru

Após um acidente de helicóptero, um general de Manzique Oriental é o único sobrevivente. Cabe a sua equipe escoltá-lo até o consulado mais próximo.
- Europa (França ou Suíça) - Apontada no jogo como Tunnel - SAS X TSR

Um informante está localizado no metrô, e deve ser escoltado a um ponto de extradição do outro lado do túnel.

## Campaing 2
Após completar todas as missões supracitadas, você passa ao lado dos guerrilhieros, com objetivos opostos e ordem alterada, passando a ser:
- México
- Peru
- Canadá
- Argentina
- EUA
- Chechênia
- Sri Lanka
- Mar da China Meridional
- Norte da África
- Túnel
- Uganda
- Antártida
- Colômbia

## Lista de Armas
Podem ainda, ser comprados acessórios, como maior número de balas, miras (telescópicas e a laser), silenciadores e lanternas.

### Pistolas - Comum a todas as especialidades
- 92F
- 18C
- P14
- USP45
- Five seveN
- SP 2340
- Anaconda
- Desert Eagle

### Granadas - Comum a todas as especialidades
- Fumaça
- Flash
- Convencional
- Gás

### Equipamento
- Óculos de Visão Noturna
- Óculos de Visão Térmica
- Máscara de Gás
- Timed C4 - Exclusivo para Demoman
- Remote C4 - Exclusivo para Demoman
- LAW (Bazuca) - Exclusivo para Commando
- Kit Médico - Exclusivo para Medic
- Detector de Sinais de Vida - Exclusivo para Recon

### Lança-Granada - Exclusivo para Demoman
- 69A1

### Escopetas - Exclusivo para Demoman e Heavy Gunner
- 870
- M1
- SPA515
- USA512

### Metralhadoras Pesadas - Exclusivo para Heavy Gunner
- M2495AW
- 96
- 21E
- M240G

### Submetralhadoras - Exclusivo para Recon e Commando
- Uzi
- MP5KPDW
- 125
- UMP45
- MP5/10
- P90

### Rifles - Exclusivo para Medic e Commando
- AK 47
- Olympic Arms M4
- Falcon - Chamada no jogo da Fal
- SG 550
- G33
- G11

### Rifles de longo alcance - Exclusivo para Sniper
- 710
- PSG1
- Dragunov
- AW